# Santa Fe del Penedès
Santa Fe del Penedès est une commune de la province de Barcelone, en Catalogne, en Espagne, de la comarque de l'Alt Penedès.